# Sandra Brown
Sandra Brown, född mars 1948 i Waco, Texas, är en amerikansk författare. Brown skriver främst romantiska romaner och spänningsromaner. Brown har också publicerat verk under namnen Rachel Ryan, Laura Jordan och Erin St. Claire.

## Biografi
Sandra Brown föddes i Waco, Texas, och växte senare upp i Fort Worth. Hon studerade engelska vid Texas Christian University (TCU). 1968 gifte hon sig med Michael Brown, ett tidigare nyhetsankare. Brown började arbeta på KLTV som väderpresentatör och reporter. 
Brown började sitt författarskap 1981 och har sedan dess publicerat nära 70 romaner.